# Tipula (Hesperotipula) ovalis
Tipula (Hesperotipula) ovalis is een tweevleugelige uit de familie langpootmuggen (Tipulidae). De soort komt voor in het Nearctisch gebied.